# Heteroconger polyzona
Heteroconger polyzona és una espècie de peix pertanyent a la família dels còngrids.

## Descripció
- Pot arribar a fer 34,7 cm de llargària màxima.
- Fa al voltant de 15 mm de diàmetre.[2][3][4]

## Hàbitat
És un peix marí, demersal i de clima tropical que viu entre 1 i 6 m de fondària.

## Distribució geogràfica
Es troba a les illes Filipines, Indonèsia i Papua Nova Guinea.

## Observacions
És inofensiu per als humans.